# Kristján Finnbogason
Kristján Finnbogi Finnbogason (ur. 8 maja 1971) – islandzki piłkarz grający na pozycji bramkarza, od sezonu 2012 roku piłkarz klubu Fylkir.

## Kariera klubowa
Pierwszym klubem w profesjonalnej karierze Finnbogasona był Reykjavíkur. W 1991 roku przeniósł się do Akraness, by po trzech sezonach powrócić do poprzedniego zespołu. W 1997 roku po raz pierwszy spróbował sił za granicą, trafił do szkockiego Ayr United. Rok później powrócił do Reykjavíkur, by w 1999 roku po raz drugi spróbować sił w innej lidze, tym razem w belgijskim Lommel SK. Wystąpił tam tylko w jednym ligowym meczu i znów wrócił do Reykjavíkur, w którym spędził dziewięć sezonów. Kolejnym zespołem była Grótta Seltjarnarnes, zaś od 2012 roku jest bramkarzem Fylkir.

## Kariera reprezentacyjna
W reprezentacji Islandii zadebiutował 17 października 1993 roku w towarzyskim meczu przeciwko Tunezji. Na boisku pojawił się w 58 minucie. W latach 1993–2005 rozegrał w niej dwadzieścia meczów.
| Mecze i gole w reprezentacji | Mecze i gole w reprezentacji | Mecze i gole w reprezentacji | Mecze i gole w reprezentacji | Mecze i gole w reprezentacji | Mecze i gole w reprezentacji | Mecze i gole w reprezentacji |
| #                            | Data                         | Stadion                      | Rywal                        | Wynik                        | Gol                          | Rozgrywki                    |
| 1993                         | 1993                         | 1993                         | 1993                         | 1993                         | 1993                         | 1993                         |
| ---------------------------- | ---------------------------- | ---------------------------- | ---------------------------- | ---------------------------- | ---------------------------- | ---------------------------- |
| 1.                           | 17.19.1993                   | Tunis, Tunezja               | Tunezja                      | 1:3                          | 0                            | towarzyski                   |
| 1994                         |                              |                              |                              |                              |                              |                              |
| 2.                           | 24.04.1994                   | Chula Vista, USA             | Stany Zjednoczone            | 2:1                          | 0                            | towarzyski                   |
| 3.                           | 04.05.1994                   | Florianópolis, Brazylia      | Brazylia                     | 0:3                          | 0                            | towarzyski                   |
| 4.                           | 30.08.1994                   | Reykjavík, Islandia          | Zjednoczone Emiraty Arabskie | 1:0                          | 0                            | towarzyski                   |
| 5.                           | 12.10.1994                   | Stambuł, Turcja              | Stany Zjednoczone            | 0:1                          | 0                            | El. ME 1996                  |
| 6.                           | 29.10.1994                   | Al-Ajn, ZEA                  | Kuwejt                       | 1:0                          | 0                            | towarzyski                   |
| 1996                         |                              |                              |                              |                              |                              |                              |
| 7.                           | 11.02.1996                   | Attard, Malta                | Malta                        | 4:1                          | 0                            | towarzyski                   |
| 8.                           | 24.04.1996                   | Tallinn, Estonia             | Estonia                      | 3:0                          | 0                            | towarzyski                   |
| 9.                           | 02.06.1996                   | Akranes, Islandia            | Cypr                         | 2:1                          | 0                            | towarzyski                   |
| 10.                          | 14.08.1996                   | Reykjavík, Islandia          | Malta                        | 2:1                          | 0                            | towarzyski                   |
| 11.                          | 04.09.1996                   | Jablonec nad Nysą, Czechy    | Czechy                       | 1:2                          | 0                            | towarzyski                   |
| 1997                         |                              |                              |                              |                              |                              |                              |
| 12.                          | 07.06.1997                   | Skopje, Macedonia            | Macedonia Północna           | 0:1                          | 0                            | El. MŚ 1998                  |
| 13.                          | 11.06.1997                   | Reykjavík, Islandia          | Litwa                        | 0:0                          | 0                            | El. MŚ 1998                  |
| 14.                          | 20.07.1997                   | Reykjavík, Islandia          | Norwegia                     | 0:1                          | 0                            | towarzyski                   |
| 15.                          | 27.07.1997                   | Höfn, Islandia               | Wyspy Owcze                  | 1:0                          | 0                            | towarzyski                   |
| 16.                          | 20.08.1997                   | Eschen, Islandia             | Liechtenstein                | 4:0                          | 0                            | El. MŚ 1998                  |
| 17.                          | 06.09.1997                   | Reykjavík, Islandia          | Irlandia                     | 2:4                          | 0                            | El. MŚ 1998                  |
| 18.                          | 07.12.1997                   | Rijad, Arabia Saudyjska      | Arabia Saudyjska             | 0:0                          | 0                            | towarzyski                   |
| 1998                         |                              |                              |                              |                              |                              |                              |
| 19.                          | 05.02.1998                   | Limassol, Cypr               | Słowenia                     | 2:3                          | 0                            | towarzyski                   |
| 2005                         |                              |                              |                              |                              |                              |                              |
| 20.                          | 07.10.2005                   | Warszawa, Polska             | Polska                       | 2:3                          | 0                            | towarzyski                   |

## Sukcesy
- Mistrzostwo Islandii: 1992, 1993 (Akranes), 1999, 2000, 2002, 2003 (KR)
- Puchar Islandii: 1993 (Akranes), 1994, 1995, 1999, 2008 (KR)
- Superpuchar Islandii: 2003 (KR)